# Tauriska palatset

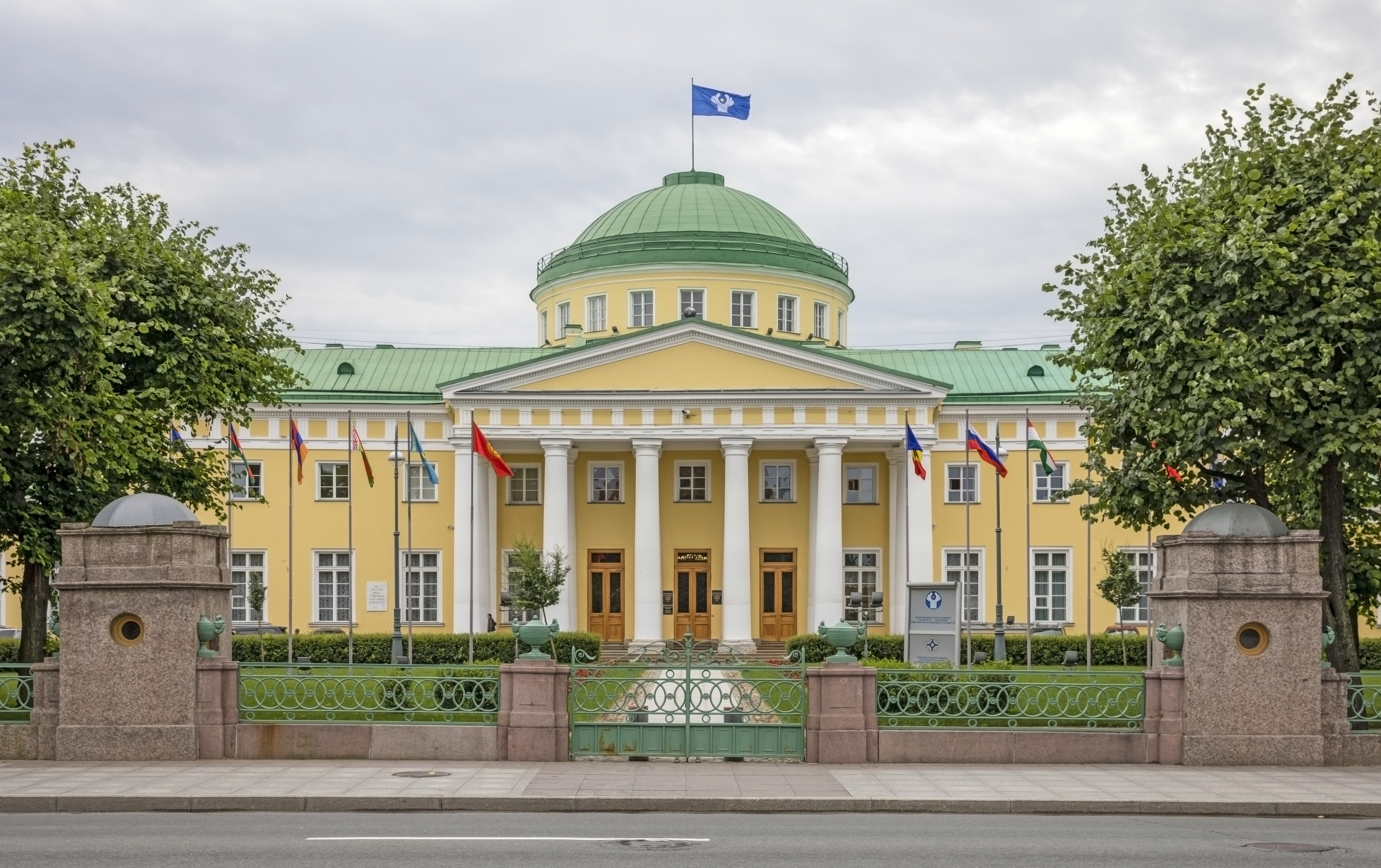
Tauriska palatsets fasad 2016

Tauriska palatset (ryska: Таврический дворец, Tavrichesky dvorets) är ett palats i Ryssland. Det ligger i Sankt Petersburg. 
Palatset uppfördes av Grigorij Potemkin 1783–1789.  Efter Potemkins död 1791 köptes palatset av Katarina den stora. Det var sedan i kejserlig ägo fram till ryska revolutionen, men hade inget bestämt syfte. Det användes som gästhus för tsarfamiljens gäster, som tillfällig bostad för olika medlemmar av tsarfamiljen innan de kunde få en permanent bostad, och ibland för fester. 
År 1906 blev det lokal för Riksduman. Under ryska revolutionen var palatset säte för de rivaliserande mensjevikerna och bolsjevikernas partier, som huserade i olika delar av byggnaden. Mellan 1920 och 1991 användes byggnaden som en skola för höga funktionärer ur kommunistpartiet. 